# 宁国站
宁国站，位于皖赣铁路上，距离芜湖站109千米，距离贵溪站461千米，是皖赣铁路在在宣城市境内办理客运业务的最后一站，建于1972年2月，并于1974年4月启用，建成初期由铁四局新线运输处临管营运，为皖赣铁路的终点站，每日开行始发至芜湖的普通慢车。1985年5月31日起车站移交给上海铁路局管理。2024年8月28日，皖赣铁路宁国城区改线工程开通，位于旧线上的宁国站关闭：客运业务转移至新线的宁国南站办理，货运业务則改由港口镇站办理。车站在停运前办理皖赣线部分旅客列车客运业务，货运办理整车普通货物到发装卸业务。

## 车站结构

### 站房
宁国站站房为侧式站房，面积490平方米。宁国站售票处位于站房侧，面积16平方米，设有2个人工窗口和两台自助售取票机。候车室位于站房中部，面积372平方米。

### 站场

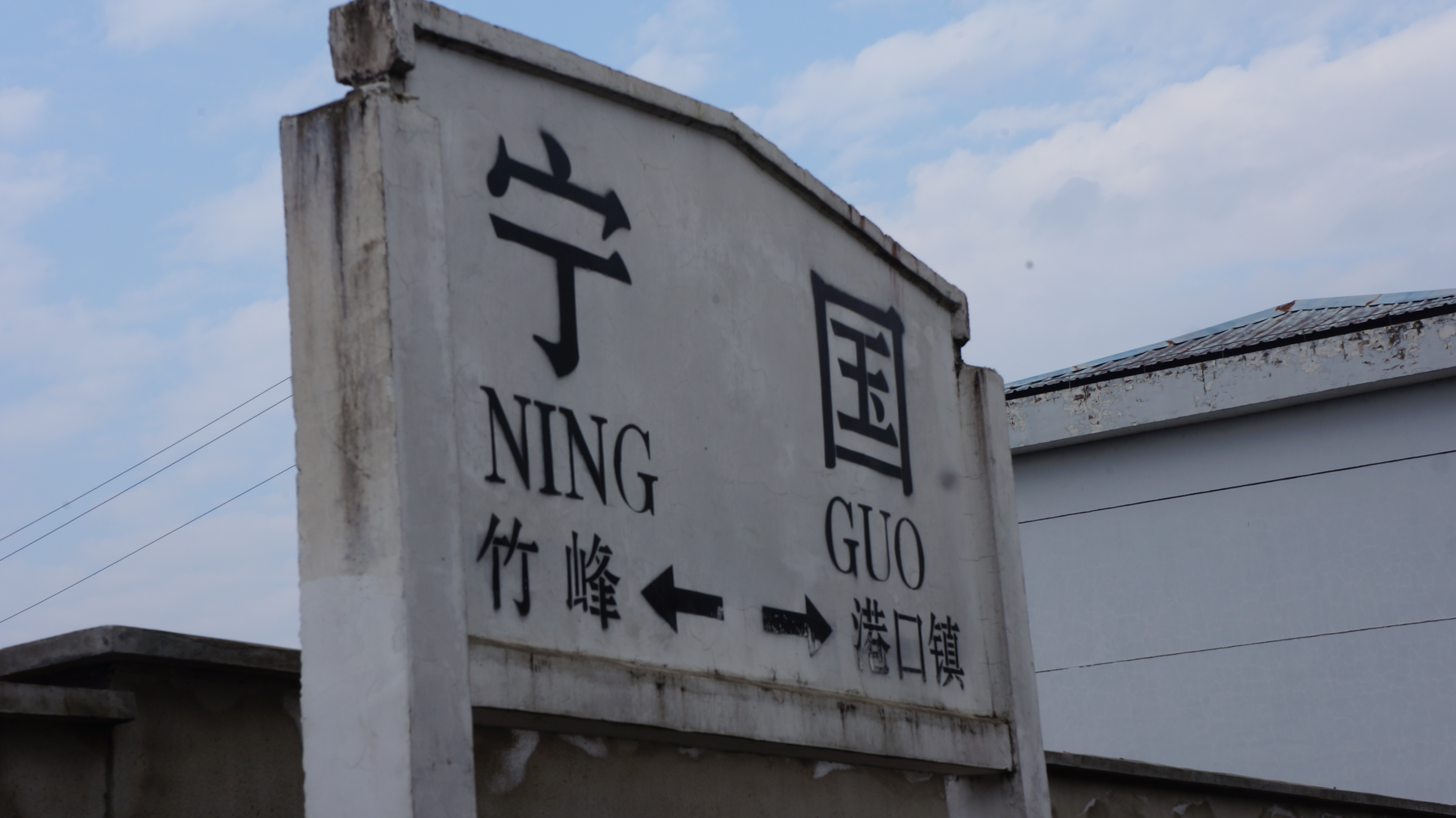
宁国站站牌

设有一座侧式月台和一座岛式月台，4条股道。2站台旁是皖赣铁路正线，目前从候车室到2，3站台并没有天桥或地道，旅客进入上述站台需穿越1，2站台的股道。
车站货场位于迎宾路终点，宁国大道附近，客运站台的西南侧。办理整车货物运输业务，主要到发化肥、工业机械、非金、粮食、钢铁、石油、煤炭、等类货品。车站货场设有通往中国石化宣城石油分公司和上海工务大修段竹峰工务大修基地的专用线。
| 侧线     | 皖赣铁路      |
| 3站台    | 皖赣铁路      |
| 岛式站台 |               |
| 2站台    | 皖赣铁路 正线 |
| 1站台    | 皖赣铁路      |
| 侧式站台 |               |

## 旅客列车目的地
宁国站日均发送旅客600人次左右，以芜湖、合肥、南京方向为主。宁国站目前一天有5趟旅客列车停靠，主要集中在上午停靠。其中一對为上海铁路局的前往黄山，合肥方向的管内列车，此外另有一对前往倒湖站和芜湖站方向的路用通勤列车。
| 列车所属路局 | 目的地                 |
| ------------ | ---------------------- |
| 上海铁路局   | 合肥、黄山、芜湖、倒湖 |